# Aphrodite de Ménophantos
Pour les articles homonymes, voir Aphrodite (homonymie).
L’Aphrodite de Ménophantos est une statue en marbre du type de la Vénus du Capitole.

## Description
La statue porte la signature de son auteur, un nommé Ménophantos sur lequel rien n'est connu par ailleurs : « œuvre de Ménophantos, d'après l'Aphrodite de Troade ».
La statue de la Vénus est découverte au monastère camaldule de l'église San Gregorio al Celio in clivo di Scauri, fondé sur les pentes de la colline Cælius par le pape Grégoire Ier vers 580, puis, elle devient la possession du prince Chigi. 
Johann Joachim Winckelmann la décrit dans son ouvrage intitulé Geschichte der Kunst des Altertums (vol. V, ch. II).
Aujourd’hui, elle est conservée au palais Massimo alle Terme, l'un des établissements du Musée national romain.